# 楊凱栄
楊 凱栄（よう がいえい、英語: Yang Kairong、1957年 - ）は、上海出身の中国語学者。東京大学名誉教授。元日本中国語学会副会長。

## 人物・経歴
上海市生まれ。1979年華東師範大学外国語学部卒業。1983年大阪外国語大学大学院外国語学研究科修士課程修了、文学修士。1988年筑波大学大学院文芸・言語研究科博士課程修了、文学博士。中国人初の文学博士。
九州国際大学助教授を経て、1995年東京大学教養学部助教授。1996年東京大学大学院総合文化研究科助教授。
2008年東京大学大学院総合文化研究科教授。2020年日本中国語学会副会長。2022年定年退職、専修大学国際コミュニケーション学部特任教授、東京大学名誉教授。

## 著書
- 『日本語と中国語の使役表現に関する対照研究』くろしお出版 1989年
- 『表現する中国語 : 初級会話テキスト』白帝社 1999年
- 『身につく中国語 : 初級テキスト』（張麗群と共著）白帝社 2001年
- 『実力のつく中国語 : 中級テキスト』（張麗群と共著）白帝社 2002年
- 『中国語への船出』（張麗群と共著）朝日出版社 2003年
- 『中国語へのアプローチ ,2 初級〜中級編』朝日出版社 2006年
- 『語感を磨く中国語 : 入門を終えたら : NHKラジオ中国語講座』日本放送出版協会 2007年
- 『もっとのばせる中国語 : 基礎から応用まで』金星堂 2007年
- 『新・中国語への船出』（張麗群と共著）朝日出版社 2008年
- 『基礎漢語』（吉川雅之, 張麗群と共著）白帝社 2010年
- 『旅して学ぶ中国語』（張麗群と共著）朝日出版社 2010年
- 『中国語の基礎づくり』（張麗群と共著）白帝社 2011年
- 『中国語のかたちづくり』（張麗群と共著 白帝社 2012年
- 『現代漢語基礎』（小野秀樹, 木村英樹, 張麗群, 吉川雅之と共著）白帝社 2013年
- 『Love!上海 : 初級中国語』（張麗群と共著）朝日出版社 2015年
- 『Love!上海 2 (初級-中級編)』（張麗群と共著）朝日出版社 2016年
- 『中国語学・日中対照論考』白帝社 2018年
- 『中国語で伝えよう! : コミュニケーション・チャイニーズ』（張麗群と共著）朝日出版社 2019年